# Culex nilgiricus
Culex nilgiricus är en tvåvingeart som beskrevs av Edwards 1916. Culex nilgiricus ingår i släktet Culex och familjen stickmyggor. Inga underarter finns listade i Catalogue of Life.